# Parallel Worlds
Parallel Worlds (Originaltitel Parallèles; stilisierte Eigenschreibweise: Para//èles) ist eine französische Jugend-Science-Fiction-Mystery-Serie, die von Daïmôn Films und Empreinte Digitale für die Walt Disney Company umgesetzt wurde. Die Premiere der Serie fand in Frankreich am 23. März 2022 auf Disney+ statt. Im deutschsprachigen Raum erfolgte die Erstveröffentlichung der Serie durch Disney+ am selben Tag.

## Handlung
Die vier Freunde Samuel, Bilal, Romane und Victor, die sich seit Kindertagen kennen, führen ein ruhiges Leben in einem friedlichen Dorf in den Bergen, bis ein mysteriöses Ereignis ihre Welt komplett auf den Kopf stellt. Im Bruchteil einer Sekunde ändert das Universum seine Spielregeln und mischt die Karten neu: Gegenwart, Zukunft und verschiedene Multiversen verschmelzen. Die Jugendlichen werden getrennt und finden sich in unterschiedlichen Zeitströmen innerhalb von verschiedenen parallelen Welten wieder. Fortan versuchen sie herausfinden, was genau passiert ist und lassen nichts unversucht, wieder zueinander zu finden, um die Uhren zurückzudrehen und in die Welt zurückzukehren, in der die Freunde einst zu Hause waren. Durch diese außergewöhnliche Situation beginnen sie die Dinge aus einem anderen Blickwinkel zu betrachten und daran zu wachsen. Aber auch ihre Eltern sowie Inspektor Retz müssen sich dem neuen öffnen. Die Untersuchung des Inspektors stellt sein bisheriges wissenschaftliches Weltbild in Frage. Und auch Bilals Mutter Sofia beginnt die Geschehnisse genauer zu untersuchen. Was hat die Anomalie ausgelöst und was hält das Schicksal für die Freunde bereit?

## Besetzung und deutsche Fassung
Die deutschsprachige Synchronisation entstand nach den Dialogbüchern von Markus Engelhardt sowie unter der Dialogregie von Nico Sablik durch die Synchronfirma Interopa Film in Berlin.
| Rolle                       | Schauspieler         | Synchronsprecher   |
| --------------------------- | -------------------- | ------------------ |
| Samuel „Sam“ Deslandes      | Thomas Chomel        | Finn Posthumus     |
| Victor Deslandes (17 Jahre) | Jules Houplain       | Ben Hadad          |
| Victor Deslandes (13 Jahre) | Maxime Bergeron      | Jaron Müller       |
| Bilal Belkebirs (30 Jahre)  | Omar Mebrouk         | Nico Sablik        |
| Bilal Belkebirs (14 Jahre)  | Timoté Rigault       | Tom Ferenc         |
| Romane Berthauds (17 Jahre) | Jade Pedri           | Magdalena Höfner   |
| Romane Berthauds (14 Jahre) | Victoria Eber        | Clara Drews        |
| Sofia Belkebirs             | Naidra Ayadi         | Melanie Hinze      |
| Inspektor Retz              | Guillaume Labbé      | Jan Makino         |
| Laurent                     | Romain Francisco     | Dirk Talaga        |
| Arnaud Deslandes            | Gil Alma             | Otto Strecker      |
| Alice Deslandes             | Elise Diamant        | Marion Musiol      |
| Hervé Berthaud              | Dimitri Storoge      | Vlad Chiriac       |
| Vanessa Berthaud            | Agnès Miguras        | Juliane Kindler    |
| Camille (6 Jahre)           | Anastasia Ait Zakhar | Catalina Sablik    |
| Alban                       | Vincent Debost       | Lutz Schnell       |
| Monsieur Siriex             | Pasquale D’Inca      | Andreas Hosang     |
| Jonathan Moreau             | Daniel Njo Lobé      | Tommy Morgenstern  |
| Fred                        | Florent Guyot        | Gunnar Helm        |
| Constance                   | Lou Amara            | Samina König       |
| Schulfotograf               | Maxime Jullia        | Gerrit Schmidt-Foß |

## Episodenliste
| Nr. | Deutscher Titel    | Originaltitel         | Erstveröffentlichung (Frankreich) | Deutschsprachige Erstveröffentlichung (D/A/CH) | Regie                | Drehbuch                          |
| --- | ------------------ | --------------------- | --------------------------------- | ---------------------------------------------- | -------------------- | --------------------------------- |
| 1 | Der Fremde         | Le monde dans ta face | 23. März 2022                     | 23. März 2022                                  | Benjamin Rocher      | Quoc Dang Tran & Anastasia Heinzl |
| Der Geburtstag von Bilal steht kurz bevor und er will ihn mit seinen besten Freunden Sam, Romane und Victor ausgiebig feiern. Alle vier Teenager treffen sich an diesem Abend in ihrem „HQ“, einem Bunker mitten im Wald. Alle sind in Feierlaune, bis ein seltsamer Stromausfall den Raum für einige Sekunden in völlige Dunkelheit hüllt. Als die Lichter wieder angehen, sind Bilal, Victor und Romane verschwunden! Sam schlägt sofort Alarm. Inspektor Retz übernimmt den Fall. Doch die Ermittlungen erweisen sich als viel komplexer als erwartet: Wie gelang es den Teenagern, den Bunker zu verlassen, als dieser von innen verschlossen blieb? |                    |                       |                                   |                                                |                      |                                   |
| 2 | Die Suche          | Contre toute attente  | 23. März 2022                     | 23. März 2022                                  | Benjamin Rocher      | Quoc Dang Tran & Anastasia Heinzl |
| Victor und Romane finden sich derweil in einer anderen Realität wieder. In ihrer neuen Welt, in der sie nun leben, sind Samuel und Bilal diejenigen, die verschwunden sind. Victor hat es schwer mit seinen Eltern. Diese scheinen ihn für Sams Verschwinden verantwortlich zu machen. Unterdessen steigt die Spannung zwischen Romane und ihrem Stiefvater Hervé. Währenddessen befragt Inspektor Retz in Sams Realität Bilals Mutter Sofia. Sie besteht darauf, dass ihr Sohn unter keinen Umständen weggelaufen wäre. Dann findet er heraus, dass der Stromausfall, der das ganze Tal betraf, durch einen „Vorfall“ bei der nahe gelegenen wissenschaftlichen Forschungsorganisation ERN verursacht wurde. |                    |                       |                                   |                                                |                      |                                   |
| 3 | Vier Jahre         | Le temps perdu        | 23. März 2022                     | 23. März 2022                                  | Jean-Baptiste Saurel | Quoc Dang Tran & Anastasia Heinzl |
| In der Realität von Sam: Der erwachsene Bilal bekommt Erinnerungsschübe über die Realität, aus welcher er eigentlich stammt, aber sie sind immer noch zu schemenhaft, um einen Sinn zu ergeben. Während sie versuchen herauszufinden, wie und warum Romane und Victor verschwunden sind, erinnern sich Sam und Bilal an den Fall eines Jungen namens Hugo, der sich zehn Jahre zuvor ebenfalls „in Luft aufgelöst“ hatte. Inspektor Retz gelingt ein Durchbruch bei seinen Ermittlungen. Aber seine Entdeckung ist völlig unlogisch! Währenddessen sind in der Realität von Romane und Victor vier Jahre vergangen. Beide fühlen sich einsamer denn je. Victor hat Probleme, sich in seinem Schweizer Internat einzuleben, und eine Tragödie erschüttert Familienleben von Romane. Als sich am Horizont ein neues ERN-Experiment abzeichnet, kommt Victor eine Idee, und er entwickelt einen Plan, welcher es ihnen ermöglichen könnte, Sam und Bilal zu finden. Nun muss er Romane überreden, ihm zu helfen und mit ihm zu gehen.                                  |                    |                       |                                   |                                                |                      |                                   |
| 4 | Wieder vereint     | Innocence révolue     | 23. März 2022                     | 23. März 2022                                  | Jean-Baptiste Saurel | Quoc Dang Tran & Anastasia Heinzl |
| In Sams Realität: Desorientiert beginnen Romane und Victor, die Welt zu erkunden, in der sie gerade angekommen sind. Sie beobachten heimlich ihre jeweiligen Familien, reagieren jedoch unterschiedlich auf das, was sie sehen. Victor ist seinen Eltern gegenüber äußerst verbittert, während Romane von Traurigkeit überwältigt ist und beschließt, zu versuchen, ihre Mutter zu trösten und sie vor der Zukunft zu warnen. Leider sorgt diese Tat für unvorhergesehene Folgen und macht die Dinge deutlich komplizierter. Als Romane und Victor erkennen, dass sie Hilfe brauchen, suchen sie die einzige Person auf, der sie vertrauen können: Sofia. Aber sie sind nicht die Einzigen, die es zu Sofia verschlägt. Auch Inspektor Retz kommt der Wahrheit gefährlich nahe, kann aber das Puzzle noch nicht vollends zusammensetzten. Was er jedoch weiß ist, dass Sofia das fehlende Puzzleteil sein könnte. |                    |                       |                                   |                                                |                      |                                   |
| 5 | Ein einfacher Plan | Un plan simple        | 23. März 2022                     | 23. März 2022                                  | Jean-Baptiste Saurel | Quoc Dang Tran & Anastasia Heinzl |
| Nach dem Vorfall vom Vortag geraten die Freunde in Streit. Victor verspürt keine Unterstützung seitens seiner Freunde, distanziert sich von ihnen und wird zum gefährlichen Eigenbrötler. Als Romane ihr Geheimnis mit dem erwachsenen Bilal teilt, verrät dieser seinerseits, was er über seine Realität weiß. Samuel fühlt sich ausgestoßen und versucht sein Bestes, sich in den Freundeskreis einzufügen. Da die Freunde immer weiter auseinanderdriften, bleibt Sofia keine andere Wahl, als das Geheimnisse des interdimensionalen Reisens noch intensiver zu ergründen. Sofia erkennt, dass sie den Schlüssel dazu hat, alles wieder in den ursprünglichen Zustand zu versetzen, und führt deshalb im Bunker ein neues Experiment durch, womit sie herausfinden möchte, wie sie Zeitreisen provozieren kann. Aber ihr Experiment wird ein schrecklicher Misserfolg. Glücklicherweise gibt ihr die Hilfe von unerwarteter Seite Hoffnung. Jetzt ist das einzige mögliche Hindernis Inspektor Retz. Denn dieser steht kurz davor, das Puzzle zusammenzusetzen. |                    |                       |                                   |                                                |                      |                                   |
| 6 | Letzte Chance      | H-4                   | 23. März 2022                     | 23. März 2022                                  | Benjamin Rocher      | Quoc Dang Tran & Anastasia Heinzl |
| Es sind nur noch wenige Stunden, bis die ERN ihren letzten Test für vier Jahre durchführt. Inspektor Retz und Sofia haben, mit Hilfe der Informationen der älteren Sofia aus Bilals Realität, einen Plan entwickelt. Jedoch muss Sofia vorher unbedingt das Gedächtnis vom erwachsenen Bilal auf Trab bringen. Er ist die einzige Person mit dem Wissen, das sie braucht, um die interdimensionale Reise zum Erfolg zu führen. Retz hat Samuel an einem sicheren Ort untergebracht, während er nach Victor sucht. Aber letzterer hat einen eigenen Plan, und ein Versprecher von Romane gibt ihm, was er braucht, um ihn zu verwirklichen. Als Bilal entdeckt, wie verzweifelt die Situation ist, erkennt er, dass sich die Geschichte trotz seiner Bemühungen, sie abzuwenden, möglicherweise wiederholt. |                    |                       |                                   |                                                |                      |                                   |